# Terres altes de Guiana
Les Terres altes de Guiana és un massís de muntanyes i altiplans situat a l'escut de Guiana, un dels tres cratons de la placa sud-americana. És on es troben les muntanyes en forma de taula anomenades tepui. A les terres altes de la Guiana també s'hi troben algunes de les cascades més conegudes del món, com les cascades Angel, Kaieteur i Kuquenan.

## Geografia
És una formació geològica formada en el Precambrià, amb una edat d'entre 2.500 i 1.900 milions d'anys. Representa un dels massissos més antics encara visibles al planeta, compost per imponents altiplans d’alta altitud anomenats tepuis.
Les Terres altes de Guiana s’estenen per sis països, d’oest a est:
- Colòmbia;
- Veneçuela, on l'altiplà està delimitat al nord per l'Orinoco;
- Guyana, antiga Guaiana britànica o anglesa;
- Surinam, antiga Guaiana neerlandesa;
- Guaiana Francesa, departament francès d'ultramar;
- Brasil, delimitació de l'altiplà al sud per l'Amazones.

### Hidrografia

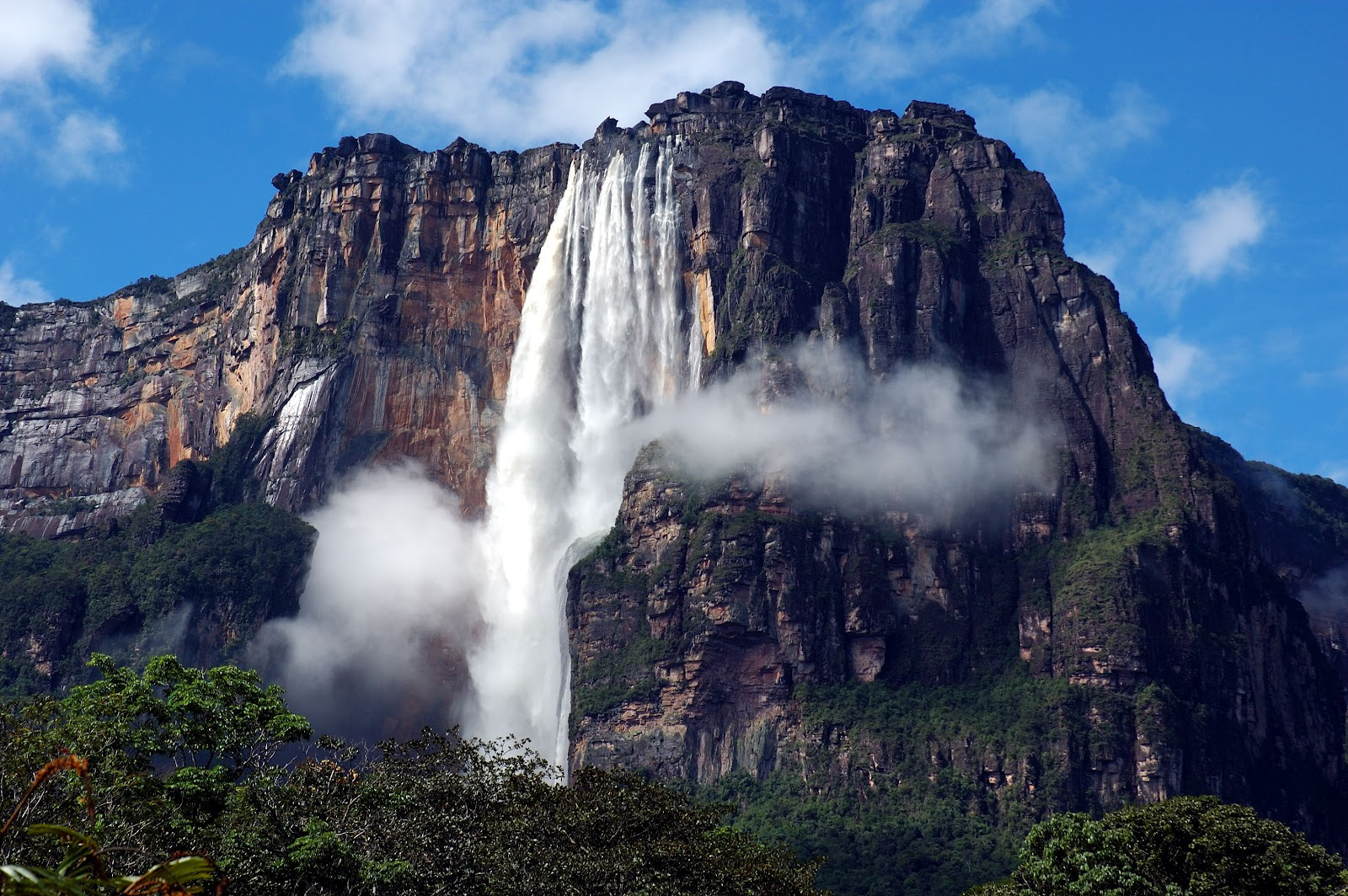
El Salto Angel (Veneçuela) s'origina a les Terres altes de l'escut.

Els abruptes penya-segats dels altiplans juntament amb les elevades precipitacions que alimenten els rius que neixen en aquest sistema donen peu a nombrosos salts d'aigua. Entre aquests destaca el Salto Angel, la cascada més alta del món amb 979 m, que cau des de l'Auyantepui sobre un afluent del riu Caroní.
Durant l'Aptià va començar a formar-se el riu Amazones, que separa les Terres altes de Guaiana amb les brasileres. Durant aquest procés es va obrir una via marítima a l'Atlàntic Sud, un antecessor paleofluvial de l'Amazones Oriental, que va drenar els escuts del sud-est de Guaiana i el nord-est del Brasil a través d'una boca aproximadament coincident amb el delta modern. Al Miocè tardà, l'aixecament andí va canviar el pendent predominant de la conca cap a l'est i va provocar que els cursos d'aigua derivats dels Andes expandissin enormement la conca hidrogràfica del proto-Amazones cap a l'oest. Les regions que es van unir a la conca de l'Amazones van incloure vastes franges de la moderna conca amazònica occidental i sud-occidental. Els nous afluents del nord van incloure drenatges de l'oest de l'escut guaianès com el Caquetá i l'alt riu Negro.
Es creu que el nom Guaiana deriva d'una paraula ameríndia que significa aigua o moltes aigües. Fins a 47 rius mitjans i grans drenen l'àrea d'escut guaianès, incloent els rius Negre, Orinoco, Essequibo, Trombetes, Caquetá, Jatapu, Maroni i el Courantyne. La descàrrega dels rius que drenen o travessen el massís de Guaiana totalitza una mitjana estimada de 2.792 km³ per any, cosa que equival a aproximadament una quarta part del volum total de l'aigua dolça que arriba als oceans a Amèrica del Sud. Aquest volum d'aigua comporta una erosió considerable del terreny que, amb períodes esporàdics d'aixecament epirogènic, és una de les causes primàries responsables de la notable topografia de la regió.
Els cossos d'aigua de l'escut són una barreja heterogènia de rius d’aigües blanques, negres i clares, amb la majoria dels afluents inicialment amb una tendència cap a l'aigua negra i clara, que posteriorment es barregen en trams intermedis. A les regions densament boscoses i en gran part deshabitades com els escuts i la conca amazònica, la topografia, el clima, la geologia i la coberta vegetal terrestre són les principals influències en el desenvolupament de la limnologia riberenca. Pel seu origen en conques hidrogràfiques de l'antiguitat, amb una base molt degradada i coberta de boscos, els rius de l'escut tendeixen a ser pobres en nutrients, amb nivells molt baixos de sòlids en suspensió i alcalinitat, però quantitats relativament altes de diòxid de silici dissolt. Les calcàries i els evaporats són completament absents al massís, per la qual cosa els rius estan influenciats en gran manera per la meteorització primària de granitoides fèlsics rics en sílice, que són el tipus de roca dominant. Les concentracions principals d'ions i nutrients es troben al tronc primari de l'Orinoco.

## Geologia
L'escut guayanés és una formació precambrica amb 1700 milions d'anys d'antiguitat les més grans elevacions dels quals es coneixen com a terres altes de Guayana, geològicament similar a l'altiplà brasiler. Aquesta regió consta de metasediments i roques metavolcàniques cobertes per capes horitzontals de gresos, quarsites, lutites i conglomerats. El terreny comprèn una combinació de tres elements: una base muntanyosa de formacions ondulades que no superen els 300 m, serres baixes a prop dels rius de fins a 900 mi altiplans tabulars —els anomenats tepui— rematats amb gres. Els vastos altiplans que cobreixen aquestes terres altes se superposen les unes amb les altres creant un paisatge escarpat. Aquestes formacions es componen de roques cristal·lines antigues, amb capes superposades de lava i gres geològicament recents.
Una deformació estructural que subjeu a la conca de l'Amazones separa l'escut guayanés del brasiler. Aquesta divisió principal té entre 300 i 1000 km d'ample (de nord a sud) i presenta sediments de fins a 7000 m de profunditat. Al sud d'aquesta divisió s'estén la major de les dues subunitats de la plataforma amazònica, l'escut brasiler, les terres altes del qual delimiten la conca hidrogràfica meridional del riu Amazones, amb afluents com els rius Tocantins, Tapajós i Xingú, així com les capçaleres nord-occidentals del riu Paraná, que flueix cap al sud. L'escut de Guaiana, la subunitat més petita i més septentrional de la plataforma amazònica, s'allarga d'est a oest i amb una forma ovalada. Des del seu marge oriental al llarg de la costa atlàntica, s'estén fins al sud-est de Colòmbia a 2000 km de distància. L'elevació mitjana del massís és d'aproximadament 270 metres sobre el nivell de la mar, però les formacions més elevades que constitueixen les Terres altes sovint passen els 2000 metres, particularment prop de Veneçuela.
La frontera amb Brasil és una regió de gran altitud concentrada en un terreny conegut com a Pantepui. La regió s'inclina suaument cap al nord, però compta amb una cridanera zona escarpada cap al sud, al límit al llarg de la frontera entre Veneçuela i Brasil. Les crestes al llarg d'aquesta frontera comprenen la serra de Pacaraima i Parima, que s'estenen uns 800 km i poques vegades baixen per sota dels 1000 m. Aquestes serralades tenen el seu origen oriental a la muntanya Roraima entre Guyana, Brasil i Veneçuela, i el seu terme occidental a la serra Neblina.

## Geomorfologia
Hi ha tres zones altes de l'escut guaianès:
- Les muntanyes de Tumucumaque, que són una sèrie de massissos centrals en un arc de les muntanyes Wilhelmina del sud-centre de Surinam, al llarg del límit sud de Surinam i Guyana, formant la serra Acaraí de l'estat de Roraima i les muntanyes Tumucumaque dels estats de Pará i Amapá del Brasil. Des d’aquest arc, les terres altes meridionals s’inclinen suaument cap al riu Amazones i les terres altes del nord s’inclinen suaument cap a l’Atlàntic.
- L'altiplà de Chiribiquete és un altiplà rematat de gres amb una elevació de 900 metres que forma la vora occidental de l'escut. L’altiplà està separat dels Andes orientals pels gruixuts sediments neogens de l’abocador subandí que recorre la vora nord i oest de l'escut de la Guaiana.
- La part nord-central de les terres altes de Guiana està dominada per alts cims de punta plana anomenats tepuis, del supergrup de Roraima i la formació de Quasi-Roraima, i els cims de granit arrodonits dels complexos Parguaza i Imataca a la vora nord i sud-oest de la zona. El punt més alt de l'escut és el Pico da Neblina al Brasil, amb 2.995 metres.[6] Pico da Neblina és el cim més alt del massís de Neblina, un altiplà de pedra arenisca molt erosionat que es troba a cavall entre la frontera Veneçuela-Brasil i que ha perdut la forma típica de taula dels altres tepuis de la regió.

## Ecologia
Segons recents investigacions, tot i que els ecosistemes de les terres altes de Guaiana segueixen sent vibrants, s'han documentat qüestions emergents, inclosa una planta invasora coneguda en altres llocs (Poa annua) i una de les males herbes més agressives (Polypogon elongatus) així com bacteris fecals infecciosos Helicobacter pylori.

### Riscos mediambientals
El Programa de les Nacions Unides per al Desenvolupament descriu l'ecoregió del massís de Guaiana com a «importància regional i mundial» i acull una varietat d'ecosistemes i «espècies clau de biodiversitat». La zona representa el 18 % del carboni dels boscos tropicals i el 20 % de l'aigua dolça del món, cosa que li permet capturar grans quantitats de diòxid de carboni. Donada l'economia que depèn en gran manera de les indústries extractives i les reserves de petroli descobertes el segle xxi, l'escut presenta un risc degut mediambiental davant de la incapacitat de les agències ambientals per monitorar de manera efectiva les operacions dins de la seva àrea.
Un dels principals riscos rau en la mineria il·legal d'or, que provoca degradació forestal en emprar mercuri per a la seva obtenció, deixant la terra erma i incapaç de sustentar més la flora i la fauna. Tot i que la contaminació no és excessivament elevada, les indústries extractives han afectat grans extensions d'aigua dolça i sòl de l'escut, a més de les tribus indígenes que sovint depenen completament de l'entorn per a la seva subsistència en relació amb la pesca, la caça i els conreus.

## Economia

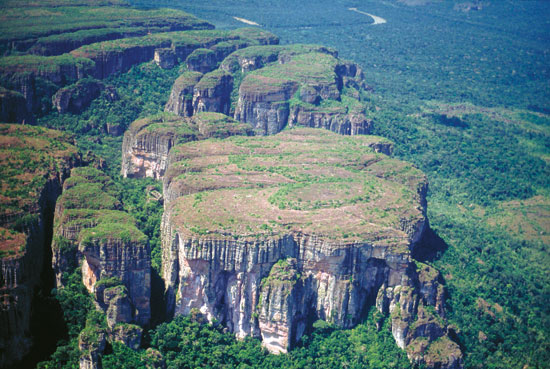
Vista de la sierra de Chiribiquete (Colombia), situada en la zona est del massís.

L'economia de la regió és principalment extractiva: dels boscos en surten valuoses fustes per a ebenisteria, balata, xiclet, vainilla, insecticides i plantes medicinals. Tot i la dificultat d'accés a les terres altes i la seva densa vegetació, de les roques cristal·lines s'extreuen una gran quantitat de minerals, a més d'or i diamants. De la mateixa manera, la serra d'Imataca de Veneçuela és una font important de mineral de ferro. Gràcies als recursos naturals l'estat Bolívar va tenir un desenvolupament econòmic, sent el seu municipi més poblat, Ciudad Guayana, un nucli de la indústria hidroelèctrica i siderúrgica.

## Disputa territorial
Les Terres altes contenen quantitats comercials de manganès, níquel, bauxita, diamants, or i ferro, amb alguns dels dipòsits més grans de mineral de ferro de grau alt al món. Aquests recursos són responsables de la disputa fronterera en curs entre Veneçuela i Guiana. Aquesta inclou la part més oriental de les Terres altes (tres cinquenes parts del territori de Guiana), quan els Holandesos van cedir el control de les terres a l'oest del Riu Essequibo a la Guaiana britànica. La pretensió veneçolana es recolza en una sèrie de missions que van tenir lloc al segle xviii al llarg dels principals rius i rius de la zona, però que van ser destruïdes com a conseqüència de les guerres d'independència i les mesures anticlericals dels governs republicans. El reclam i la possessió actual de Guiana, no reconeguts per Veneçuela, sorgeixen de la presència britànica allà des de la dècada de 1840 i una decisió arbitral de 1899 a favor seu. El 1962 Veneçuela va presentar documents històrics per rebutjar aquesta decisió.
A la dècada del 1990, el conflicte es va intensificar i les Nacions Unides van designar un oficial per mediar en una solució. L'antiga colònia holandesa de Surinam es va unir al conflicte l'any 2000 amb reclams sobre una àrea potencialment rica en petroli del territori de Guyana. El conflicte no s'havia resolt a finals del 2007 i les Nacions Unides van continuar actuant com a mediadors. La majoria dels habitants de la regió són d'ascendència indígena i afroguianesa. Tot i que Veneçuela ha intentat reclutar aquests residents per a la seva causa, molts parlen anglès i s'han integrat a Guiana.